# Петрозаводская ТЭЦ
Петрозаводская ТЭЦ является стратегическим производителем тепловой и электрической энергии в г. Петрозаводске, Республике Карелия. Петрозаводская ТЭЦ обеспечивает более 85 % жителей и предприятий города горячей водой и теплом, а также поставляет электроэнергию в единую сеть Северо-Запада. Входит состав ПАО «ТГК-1», филиал «Карельский».

### Основные параметры на 2020годАрхивная копияот 26 июня 2020 наWayback Machine
- Установленная электрическая мощность — 280,0 МВт
- Установленная тепловая мощность — 689,0 Гкал/ч
- Выработка электроэнергии — 1251,4 млн кВтч
- Отпуск тепловой энергии — 1 653,1 тыс. Гкал
- Основное/резервное топливо — природный газ/мазут

## История и деятельность
Петрозаводская ТЭЦ начала строиться в 1971 году и в 1974 году была построена водогрейная котельная (2 котла КВГМ-100). В 1976 году был частично построен главный корпус и введена в эксплуатацию первая турбина мощностью 60 МВт. В настоящее время на ТЭЦ установлено 3 котла производительностью по 420 т/час и 3 турбины. Установленная электрическая мощность станции 280 МВт, установленная тепловая мощность — 689 Гкал/час.
С вводом ТЭЦ было закрыто свыше 100 неэкономичных котельных, что заметно улучшило экологическую обстановку в городе.
Станция является источником электроэнергии и теплоснабжения Петрозаводска, вырабатывая 85 процентов тепла и около трети всей электроэнергии, потребляемой городом. Общая протяженность тепловых сетей составляет более двадцати километров. 21 декабря в 2016 году исполнилось 40-лет со дня ввода в работу Петрозаводской ТЭЦ
Модернизация теплосетевой инфраструктуры Петрозаводска Архивная копия от 6 июля 2020 на Wayback Machine
Энергетики ТГК-1 осуществляют планомерную реконструкцию теплосетевой инфраструктуры Петрозаводска.
С 2014—2017 гг. энергетики "ТГК-1 осуществили самый масштабный в Петрозаводске за последние 40 лет проект по комплексной модернизации тепловых сетей в центре Петрозаводска — от павильона № 3 по ул. Шотмана и пер. Студенческого в пойме реки Неглинка и далее по ул. Анохина и Древлянской набережной в пойме реки Лососинка; от павильона № 4 по Древлянской Набережной до тепловой камеры К-1-40 в Лососинском парке со стороны набережной Ла-Рошель.
С 2018 по 2023 г. осуществляется замена тепловых сетей в рамках проекта по реконструкции трубопроводов протяженностью 1,6 км в двухтрубном исполнении с увеличением диаметра на участке от Первомайского проспекта до Павильона № 1 и от ТЭЦ до подкачивающей насосной станции № 1. Она затронет важнейшую для города тепловую магистраль, которая обеспечивает горячей водой и теплом более 200 тысяч жителей Сулажгоры, Октябрьского района, центра города, Зареки, Кукковки и Голиковки. Архивная копия от 23 июня 2020 на Wayback Machine
В 2009 году завершена реконструкция участка теплотрассы по пр. Комсомольский протяженностью 1,1 км в двухтрубном исполнении.
В 2011 году введен в эксплуатацию участок длиной 1,6 км в двухтрубном исполнении по ул. Ведлозерская.
Работы на двух участках проводились с увеличением диаметра и использованием современных труб с изоляцией из пенополиуретана в полиэтиленовой оболочке и оперативным диспетчерским контролем (системой ОДК).
Модернизация оборудования на Петрозаводской ТЭЦ и магистральных тепловых сетей Архивная копия от 26 июня 2020 на Wayback Machine
1996 г. — ТЭЦ переведена на природный газ. Это позволило значительно уменьшить выброс вредных веществ в окружающую среду и обеспечить более надежное энергоснабжение потребителей.
2008 г. — Построена подкачивающая насосная станция № 3 на Древлянке, она обеспечивает еще более надежное теплоснабжение и создает возможность подключать новых абонентов. Также проектируется аналогичная станция в расширенном центре города.
2009 г. — Реконструирован контрольно-распределительный пункт «Сулажгора».
2009 г.- Реконструирована градирня № 1. Градирня переведена с брызгального на пленочный тип с оросителем. Изменение типа градирни снизило водооборот станции, оказало позитивное влияние на экологическую обстановку, увеличило срок службы оборудования и дало возможность более эффективно охлаждать циркуляционную воду. В результате реконструкции градирен увеличилась конденсационная выработка турбин и сократились ограничения установленной мощности станции.
2009 г. — Реконструкция магистральных тепловых сетей от Павильона-1 до тепловой камеры К-1-10 с увеличением диаметра.
2012 г.- Установлено новое шумопоглощающее оборудование на трех энергетических котлах.
2012 г. — Реконструирована градирня № 2. Градирня переведена с брызгального на пленочный тип с оросителем. Изменение типа градирни снизило водооборот станции, оказало позитивное влияние на экологическую обстановку, увеличило срок службы оборудования и дало возможность более эффективно охлаждать циркуляционную воду. В результате реконструкции градирен увеличилась конденсационная выработка турбин и сократились ограничения установленной мощности станции.
2013 г. — Реконструирован контрольно-распределительный пункт «Древлянка», с установкой насосов с частотным преобразователем.
2014—2017 гг. — Осенью 2017 года энергетики «ТГК-1» завершили проект по комплексной модернизации тепловых сетей в центре Петрозаводска — они обеспечивают надежное и бесперебойное теплоснабжение 150 тысяч жителей Куковки, Голиковки и Зареки. Замена тепловых сетей началась в 2014 году с павильона № 3 по улице Шотмана и переулка Студенческого в пойме реки Неглинка и далее по улице Анохина и Древлянской набережной в пойме реки Лососинка.
2015—2016 гг. — Замена напорного коллектора сетевых насосов с секционированием и установкой нового сетевого насоса. Строительство нового бака горячего водоснабжения объемом 10000 м3.
2018—2023 гг. — Специалистами Петрозаводской ТЭЦ реализовывается проект по реконструкции трубопроводов протяженностью 1,6 км в двухтрубном исполнении с увеличением диаметра до 1000 мм на участке от Петрозаводской ТЭЦ (водогрейной котельной) до Павильона № 1 на Первомайском проспекте. На начало 2023 г. выполнена замена труб на нескольких участках в общем количестве около 1000 п.м. Работы продолжаются.
2019 г. — Подготовлена и прошла экспертизу проектная документация по модернизация паровой турбины ПТ-60-130-13.
2021 г. – Выполнена комплексная автоматизация энергетического котла БКЗ-420-140 ст. №1 с внедрением автоматизированной системы управления.
Поэтапно проводится замена основных элементов энергетического оборудования, автоматизация, внедряются новые системы энергоконтроля. Проводятся мероприятия экологического характера.